# 正紅旗下
《正紅旗下》是一部由中國作家老舍於1961年開始創作的自傳體小說，該作品也是他最後一部小說。該書主要講述老舍早年家庭所屬的八旗正紅旗旗人的故事，描寫旗人的日常生活。

## 特点
該書寫作過程中，中國大陸爆發文化大革命，老舍因受迫害而在1966年8月24日自殺。《正紅旗下》的創作因此無法完成，目前出版的《正紅旗下》是老舍自殺前已完成的11章8萬字手稿經後人整理的版本。